# Mortagne-du-Nord
 Mortagne-du-Nord  es una población y comuna francesa, en la región de Norte-Paso de Calais, departamento de Norte, en el distrito de Valenciennes y cantón de Saint-Amand-les-Eaux-Rive droite.

## Demografía
| 1768 | 1664 | 1573 | 1589 | 1594 | 1580 |
| Para los censos de 1962 a 1999 la población legal corresponde a la población sin duplicidades (Fuente: INSEE [Consultar]) |      |      |      |      |      |